# Drosera patens
Drosera patens este o specie de plante carnivore din genul Drosera, familia Droseraceae, ordinul Caryophyllales, descrisă de Allen Lowrie și John Godfrey Conran. Conform Catalogue of Life specia Drosera patens nu are subspecii cunoscute.

## Galerie